# Jeanne Scelles-Millie
 (octobre 2014).
Si vous disposez d'ouvrages ou d'articles de référence ou si vous connaissez des sites web de qualité traitant du thème abordé ici, merci de compléter l'article en donnant les références utiles à sa vérifiabilité et en les liant à la section « Notes et références ».
Pour les articles homonymes, voir Scelles.
Jeanne Scelles-Millie, née le 12 septembre 1900 à Alger et morte le 22 mars 1993 à Saint-Maurice, est l'une des premières femmes ingénieures architectes de France. Elle initia le dialogue entre musulmans et chrétiens, et sauvegarda une part importante du patrimoine culturel d'Afrique du Nord en recueillant plusieurs centaines de contes et traditions.

## Biographie
Jeanne Millie, est la première femme diplômée de l'École spéciale des travaux publics, du bâtiment et de l'industrie (ESTP) et devient ainsi en 1924, la première femme ingénieure architecte en France.

### 1925-1940 - Les années de tous les espoirs enAlgérie
Elle ouvre à Alger un bureau de calcul et de dessin de structures en béton armé, puis embauche des ouvriers pour fonder une entreprise générale de construction de villas et immeubles.
En 1926, elle fait la connaissance de Jean Scelles qui profite des temps libres lors de son service militaire pour visiter les abonnés de La Jeune République, quotidien fondé par Marc Sangnier dont il est un grand admirateur. Ils partagent les mêmes vues et elle l’épouse en janvier 1930 à Alger. Une grande affection les liera tout au long de leur existence, mais ils n’auront pas d’enfant.
En 1929, son ami Pasquier Bronde, directeur-fondateur de toutes les banques agricoles en Algérie lui confie l’étude de deux importants silos pour entreposer les céréales (respectivement de 40 000 et 50 000 quintaux). Elle conçoit et met en œuvre une nouvelle technique de construction, dite en «nids d’abeille», qui permet de faire une grande économie de béton et de temps.
Ayant hérité en 1933, elle investit son argent dans la construction, à Alger, d’un hôtel en forme de paquebot de 45 chambres. Ceci en conformité avec les idées de son époux qui souhaite que le tourisme soit une des voies de développement de l’Algérie.
À l’époque on n’avait jamais vu une femme diriger un chantier de construction en Algérie. Elle répond à ses détracteurs par un article publié en 1933 dans un livre intitulé Les carrières féminines : «Impossibilité pour une femme de commander, seule, à un ensemble d’hommes ouvriers, entrepreneurs, etc. ? Mais c’est le contraire. L’autorité est un don personnel. Ce don n’est l’apanage d’aucun sexe en particulier. Et ce n’est pas la barbe qui la donne».
L’année précédente elle a été nommée expert auprès du Tribunal Civil et de la Cour d’Appel d’Alger, puis en 1934, architecte du Gouvernement général.
Compte tenu de sa connaissance du pays et de ses travaux précédents, le gouvernement lui demande une étude d’implantation sur toute l’Algérie de docks silos afin d’éviter la famine et de réguler le prix des céréales. Son rapport est adopté en totalité.
À cette époque le couple Scelles est celui qui, en Algérie, ayant la confiance du cheikh El-Okbi (religieux, grand orateur, défenseur de la langue arabe et des droits des Algériens), peut faire le lien entre les aspirations de la communauté arabe et celles du gouvernement.
En 1939, au moment de la déclaration de la guerre, Le gouverneur général Le Beau souhaite un rapprochement avec la population arabe que la politique musulmane du directeur des affaires indigènes civiles n’a pas réussi à effectuer. Il forme une direction militaire ayant la responsabilité des Affaires musulmanes avec Jean Scelles pour conseiller.
Les Scelles lui proposent, après consultation de leurs amis arabes, un plan d’action comprenant : la reprise de contacts avec les directions des journaux arabes, l’ouverture des écoles coraniques à la langue française et aux matières scientifiques et des actions de soutien d’associations caritatives.
Des contacts et accords sont pris avec : Ben Houra, directeur de La justice, Lamine Lamoudi, directeur de La Défense et le cheikh El-Okbi pour redémarrer son journal El Islah.
De la même manière le Gouverneur général et le cheikh Hafidi Laminé se mettent d’accord pour doter les écoles coraniques de professeurs enseignant en français les matières scientifiques payés par l'Éducation nationale. Ainsi les jeunes bien formés trouvent facilement un emploi en fin de scolarité. Devant le succès de cette formule, il est demandé à Jeanne d’exercer sa fonction d’architecte pour agrandir des établissements devenus trop petits.
Déjà vice-présidente de la société de bienfaisance « Kheria » dont le cheikh El-Okbi est président, Jeanne suspend ses activités professionnelles personnelles pour se mettre bénévolement au service des œuvres musulmanes.

### 1940-1945 - Les années de Résistance
Dès l’annonce de l’Armistice en juin 1940, les époux Scelles refusent les directives de Vichy et fondent avec l’aval de René Capitant la première organisation de résistance algérienne Combat Outre-Mer. Arrêtée ainsi que son mari en juillet 1941, Jeanne Scelles est relâchée, alors que son mari Jean est jugé et emprisonné. Il attrape le typhus et voit mourir ses compagnons de cellule. Jeanne obtient in extremis une grâce médicale (Jean pèse alors 35 kg). Le couple est expulsé d’Algérie et spolié de tous ses biens. Ils poursuivront la Résistance en métropole dans le réseau du Sud-Ouest dont le chef est leur ami Charles Serre.

### 1945-1957 - Dernières années en Algérie
Les deux époux ne sont autorisés à rentrer chez eux à Alger que fin 1945. Tous leurs biens ayant été disséminés ils mettent plusieurs années à les recouvrer. Jeanne ayant perdu un œil accidentellement en 1941, ne peut plus dessiner, mais elle dirige les chantiers qui lui sont confiés. Ses activités associatives prennent de plus en plus de place.
En 1947 elle crée l’Association d’aide et de protection à l’enfance algérienne pour éviter aux jeunes musulmans emprisonnés la promiscuité des adultes et pour qu’ils apprennent un métier. Elle aménage gratuitement les premiers centres d’accueil et d’éducation de Chateauneuf, de Birmendreis et de Blida. L’association en comptera dix-sept.
En 1953, elle est nommée juge assesseur auprès du Tribunal d’enfants d’Alger.
En 1957, elle publie un article La femme musulmane à la croisée des chemins. Sentant sa vie menacée, elle quitte précipitamment Alger avec sa mère, une simple valise en main, pour rejoindre Jean son mari dans la maison familiale des Scelles à Saint-Maurice (Val-de-Marne).

### 1958-1993 - Les années à Saint-Maurice. La reconversion de ses activités
Elle précède le mouvement œcuménique en faisant paraître plusieurs études, avant que l’Église catholique romaine lors du concile Vatican II en 1965 « considère avec respect les autres religions ». D’abord en 1959, avec La Prière en Islam elle montre les richesses de la prière musulmane ; puis en 1960, avec Pierres d’attente entre Christianisme et Islam elle montre les points de convergences entre les deux religions. Ce texte est complété en 1966 par Les grands textes œcuméniques dans le Koran.
Par ailleurs, elle assure le secrétariat de rédaction de l’Âme populaire, la revue du Sillon Catholique dont l’initiateur est Marc Sangnier et dont Jean Scelles est secrétaire général.
Au cours de cette période et jusqu’à l’indépendance de l’Algérie, leur maison de Saint-Maurice est un lieu d’accueil et de repos pour leurs amis arabes progressistes menacés, soit parce qu’ils veulent avoir un pouvoir de décision dans leur pays, soit parce qu’ils refusent la violence. Avec Jean elle prend position contre la torture, les exécutions sommaires et le massacre des civils. Ils prennent contact avec Messali Hadj, fondateur du Mouvement national algérien (MNA) parti d’inspiration socialiste en opposition avec le FLN, et organisent une rencontre avec René Capitant et Philippe Serre, en vue de créer un État algérien fédéré à la France. Lorsque René Capitant veut en parler au général de Gaulle celui-ci lui refuse d’aborder tout sujet sur l’Algérie.
À partir de 1962 elle prend conscience de la nécessité de sauvegarder un patrimoine exceptionnel en cours de disparition, celui des contes et traditions du Maghreb. Elle recueille sur une période de vingt ans plus de 224 récits d’une vingtaine de conteurs arabes amis. Elle y joint des commentaires sur les apports de contes provenant de continents différents et sur les similitudes ou différences entre les trois religions juive, musulmane et catholique. Ces contes rappellent aux jeunes adolescents les origines de leurs ancêtres et leurs exploits. Ils ont été conçus pour instruire et encourager les enfants et parfois leurs parents, à une époque où peu savaient lire et écrire. Ils montrent une culture arabe ayant pour souci le développement de chaque individu. Ils sont d’une grande beauté et d’un réel intérêt. Ainsi seront édités, à compte d’auteur, de 1964 à 1982, sept livres de contes et tradition. Jeanne Scelles est considérée comme une des grandes ethnologues du XXe siècle concernant le Maghreb.
Jeanne Scelles-Millie meurt le 22 mars 1993, à Saint-Maurice (Val-de-Marne), trois ans avant son mari.
Ses archives sont conservées par la Fondation Jean-et-Jeanne-Scelles.

## Ouvrages
Jeanne Scelles-Millie est l'auteure d'essais et livres concernant principalement le Maghreb.

### Essais
- La femme musulmane à la croisée des chemins, Cité nouvelle, no 2 761 958, 1958.
- La prière en Islam, Rythmes du monde, t.VII, 1959.
- Pierres d’attente entre le christianisme et l’islam, Rythmes du Monde, t.VIII et IX, 1960.
- Les grands textes œcuméniques dans le Koran, L'Âme populaire, no 429, 1966.
- L’arbre de vie dans le folklore maghrébin : le blé et la notion de sacré dans le folklore saharien, Éditions de la diaspora française, 1971.

### Livres de contes et traditions
- Contes sahariens du Souf, Maisonneuve et Larose, 1964.
- Les Quatrains de Medjdoub le sarcarstique (poète maghrébin du XVIe siècle), Maisonneuve et Larose, 1966.
- Contes arabes du Maghreb, Maisonneuve et Larose, 1970.
- Contes mystérieux d’Afrique du Nord, Maisonneuve et Larose, 1972.
- Légende dorée d’Afrique du Nord, Maisonneuve et Larose, 1973.
- Traditions algériennes, Maisonneuve et Larose, 1979.
- Deux grains de Grenade, Gallimard, 1981.
- Paraboles et contes d’Afrique du Nord, Maisonneuve et Larose, 1982.

### Souvenirs posthumes
- Algérie, dialogue entre christianisme et islam, L'Harmattan, 2003

## Distinctions
- Médaille de la Résistance française (décret du 30 novembre 1946)[3]
- Chevalier de l'ordre du Mérite agricole
- Croix du combattant volontaire de la Résistance

## Autre lecture
Repères chronologiques biographiques dans Algérie, dialogue entre christianisme et islam: une approche humaniste des rapports méditerranéens : mémoires et notes (1900 à 1974), L'Harmattan, 2003, pages -156 et 157.